# Рамус, Дави
Дави Рамус Пиньейру да Силва (порт.-браз. Davi Ramos Pinheiro da Silva; род. 5 ноября 1986, Рио-де-Жанейро) — бразильский боец смешанного стиля, представитель лёгкой весовой категории. Выступает на профессиональном уровне начиная с 2010 года, известен по участию в турнирах бойцовских организаций UFC, Bellator, RFA и др. Также является титулованным грэпплером и мастером бразильского джиу-джитсу, чемпион мира по версии ADCC.

## Биография
Дави Рамус родился 5 ноября 1986 года в Рио-де-Жанейро, Бразилия. С юных лет серьёзно занимался бразильским джиу-джитсу, удостоился в этой дисциплине чёрного пояса и третьего дана — получил пояс из рук известного бразильского мастера Сезара «Каскиньи» Гимарайнса.
Имеет богатый опыт выступлений на крупнейших соревнованиях по грэпплингу. Так, в 2011 году одержал победу в лёгкой и абсолютной весовых категориях на чемпионате Grapplers Quest, в 2014 году в категории до 77 кг выигрывал чемпионат Южной Америки по версии ADCC, в 2015 году стал чемпионом мира ADCC в той же категории.

### Начало профессиональной карьеры
Дебютировал в смешанных единоборствах на профессиональном уровне в июле 2010 года, принудил своего соперника к сдаче за 36 секунд. Дрался в небольших промоушенах Мексики, Бразилии и США — выходил в клетку сравнительно редко, но в большинстве случаев становился победителем, в частности взял верх над такими известными бойцами как Хосе Альберто Киньонес и Ник Пидмонт. Единственное поражение потерпел на турнире Bellator в октябре 2014 года, уступив единогласным решением американцу Дэвиду Рикелсу.

### Ultimate Fighting Championship
Будучи известным грэпплером, Рамус привлёк к себе внимание крупнейшей бойцовской организации мира Ultimate Fighting Championship и подписал ней долгосрочный контракт. Дебютировал в октагоне UFC в марте 2017 года, заменив травмировавшегося Макса Гриффина в бою с соотечественником Серижиу Мораисом. Бой проходил в полусреднем весе и продлился все отведённые три раунда, в итоге судьи единогласным решением отдали победу Мораису.
В декабре 2017 года Рамус вышел в клетку против Криса Грютцемахера и в третьем раунде заставил его сдаться, поймав на удушающий приём сзади.
В 2018 году выиграл сдачей у Ника Хайна и Джона Гантера.
В 2019 году по очкам победил новичка организации Остина Хаббарда, но затем уступил россиянину Исламу Махачеву.
На турнире UFC Fight Night: Figueiredo vs. Benavidez 2, который состоялся на бойцовском острове в Абу-Даби 18 июля 2020 года, Дави Рамус проиграл единогласным решением судей Арману Царукяну.

## Статистика в профессиональном ММА
| Боёв 14  | Побед 10 | Поражений 4 |
| -------- | -------- | ----------- |
| Нокаутом | 1        | 0           |
| Сдачей   | 7        | 0           |
| Решением | 2        | 4           |

| Результат | Рекорд | Соперник               | Способ                 | Турнир                                       | Дата            | Раунд | Время | Место                     | Примечание                                             |
| --------- | ------ | ---------------------- | ---------------------- | -------------------------------------------- | --------------- | ----- | ----- | ------------------------- | ------------------------------------------------------ |
| Поражение | 10-4   | Арман Царукян          | Единогласное решение   | UFC Fight Night: Figueiredo vs. Benavidez 2  | 18 июля 2020    | 3     | 5:00  | Абу-Даби, ОАЭ             |                                                        |
| Поражение | 10-3   | Ислам Махачев          | Единогласное решение   | UFC 242                                      | 7 сентября 2019 | 3     | 5:00  | Абу-Даби, ОАЭ             |                                                        |
| Победа    | 10-2   | Остин Хаббард          | Единогласное решение   | UFC Fight Night: dos Anjos vs. Lee           | 18 мая 2019     | 3     | 5:00  | Рочестер, США             |                                                        |
| Победа    | 9-2    | Джон Гантер            | Сдача (удушение сзади) | UFC Fight Night: Korean Zombie vs. Rodríguez | 10 ноября 2018  | 1     | 1:57  | Денвер, США               |                                                        |
| Победа    | 8-2    | Ник Хайн               | Сдача (удушение сзади) | UFC 224                                      | 12 мая 2018     | 1     | 4:15  | Рио-де-Жанейро, Бразилия  |                                                        |
| Победа    | 7-2    | Крис Грютцемахер       | Сдача (удушение сзади) | UFC Fight Night: Swanson vs. Ortega          | 9 декабря 2017  | 3     | 0:50  | Фресно, США               |                                                        |
| Поражение | 6-2    | Сержиу Мораис          | Единогласное решение   | UFC Fight Night: Belfort vs. Gastelum        | 11 марта 2017   | 3     | 5:00  | Форталеза, Бразилия       | Бой в полусреднем весе.                                |
| Победа    | 6-1    | Ник Пидмонт            | Единогласное решение   | Phoenix FC 1                                 | 10 декабря 2016 | 3     | 5:00  | Зук-Микаэль, Ливан        |                                                        |
| Победа    | 5-1    | Майк Флеч              | Сдача (удушение сзади) | RFA 42: Giagos vs. Estrazulas                | 19 августа 2016 | 1     | 4:07  | Висейлия, США             | Бой в промежуточном весе 72,1 кг.                      |
| Поражение | 4-1    | Дэвид Рикелс           | Единогласное решение   | Bellator 130                                 | 24 октября 2014 | 3     | 5:00  | Малвейн, США              | Бой в промежуточном весе 73,9 кг; Рамус не сделал вес. |
| Победа    | 4-0    | Клаудиери Фрейтас      | Сдача (рычаг локтя)    | Talent MMA Circuit 8                         | 12 апреля 2014  | 1     | 3:07  | Валиньюс, Бразилия        |                                                        |
| Победа    | 3-0    | Хосе Альберто Киньонес | TKO (удары руками)     | EFA: Mexico vs. Brazil                       | 15 ноября 2013  | N/A   | N/A   | Тустла-Гутьеррес, Мексика |                                                        |
| Победа    | 2-0    | Рони Силва             | Сдача (гильотина)      | Nitrix Champion Fight 16                     | 31 августа 2013 | 1     | 1:03  | Американа, Бразилия       |                                                        |
| Победа    | 1-0    | Хуан Мануэль Пуч       | Сдача                  | CXC: Battle at the Beach                     | 4 июля 2010     | 1     | 0:36  | Кабо-Сан-Лукас, Мексика   | Дебют в лёгком весе.                                   |